# Campra

Campra är en skidstadion för längdskidåkning i Blenio kommun i kantonen Ticino i Schweiz.
Här har bland annat världscupdeltävlingar i längdskidåkning avgjorts.

### Fotnoter
1. ↑  ”Kalender - Världscupen”. Eurosport. Arkiverad från originalet den 22 februari 2014. https://web.archive.org/web/20140222195900/http://www.eurosport.se/langdakning/v-cup/calendar-result_dsc737_sea53_gnd2.shtml. Läst 9 februari 2014.